# Стронгила
Стронгила (тур. Strongilah, ум. 1548) — османская деловая женщина еврейского происхождения. Она была влиятельной фавориткой и кирой (бизнес-агентом) Хафсы-султан и, возможно, Роксоланы.

## Биография
Стронгила была дочерью караимского еврея Элияха Гибора из Крыма. Она является первой кирой в султанском гареме, о которой сохранилась хоть какая-то информация. Стронгила могла стать кирой, если она представляла женщинам гарема товары своего мужа. Она выполняла роль посредника, снабжая женщин гарема предметами роскоши, лекарствами и передавая письма, и стала любимой кирой Хафсы-султан. Когда та стала в 1520 году носить титул валиде-султан, матери и советника правящего султана, она попросила своего сына предоставить потомкам Стронгилы право на свободу от любых налогов и право владеть рабами, разрешение, которое было получено и продлевалось ещё пять раз вплоть до 1867 года. Известно, что у Стронгилы была своя комната в гареме, поскольку отмечалось, что пожар в гареме в 1541 году причинил ей личные материальные потери.
Из-за того, что несколько кир, как правило, работало одновременно в султанском гареме, и из-за того, что они их имена редко записывались в документах (обычно они упоминались как просто киры или киры-еврейки), крайне трудно идентифицировать отдельных кир и отделить их друг от друга. В 1532 году Хафса-султан отправила киру в качестве посланника к венецианскому послу Пьетро Дзену, и хотя имя этой киры не упоминается, скорее всего, ею была Стронгила. Возможно, она была той самой кирой, которая вылечила глазную болезнь неназванной матери султана и была щедро вознаграждена за это.
Поскольку у Стронгилы была своя комната в гареме в 1541 году, а Хафса-султан умерла ещё в 1534 году, она, по-видимому, продолжала свою деятельность при гареме и после её кончины. Возможно, она была той самой неназванной кирой, которая, как известно, выполняла роль секретаря для Роксоланы и была упомянута в связи с Михримах-султан (хотя Эстер Хандали также могла быть этой кирой). Поздний период её карьеры может частично совпадать с ранним этапом деятельности при султанском гареме Эстер Хандали.
Стронгила приняла ислам под именем Фатмы (Фатимы) незадолго до своей смерти.